# Izsák testamentuma
Izsák testamentuma alatt egy Izsák pátriárkáról szóló ószövetségi apokrif irat értendő, mely rokonságot mutat Ábrahám testamentumával.

### Nyelve, keletkezési ideje
A mű eredeti héber vagy arám nyelvű változata elveszett, napjainkra csak arab, kopt (bohair és sahidi) és etióp fordítása maradt fenn. A kopt egyházi kalendárium meghatározott napon emlékezik meg a könyvről. Keletkezési idejét az 1. században jelölik meg a tudósok.

### Tartalma
Ábrahám testamentumához hasonlóan ebben könyvben is Isten elküldi Mihály arkangyalt Izsákhoz, hogy készüljön a halálára. Mihály Izsák fiát, Jákobot is értesíti, és elmeséli, hogy Ádám bűne miatt származott az emberi nemre a halál nyomorúsága – ezért nem lehet megváltoztatni. Ugyanakkor rámutat arra, hogy a tizenkét zsidó törzsből (Izsák leszármazottaiból) fog származni Jézus messiás, akiben Isten testet ölt, és aki meg fogja az emberiséget váltani.